# Ho sentito il gufo gridare il mio nome
Ho sentito il gufo gridare il mio nome (I Heard the Owl Call My Name) è un film TV del 1973 diretto da Daryl Duke.

## Trama
Il giovane prete Mark Brian viene mandato come vicario in un villaggio di Nativi americani della Columbia britannica. Lì, impara a conoscere fede e umanità, mentre assiste allo sterminio della cultura dei Nativi.